# Čo Čun-ho
Čo Čun-ho (조준호), (* 16. prosince 1988, Pusan, Jižní Korea) je korejský judista bojující v pololehké váze. Patří mezi nejlepší judisty v lehkých vahách.

## Osobní život
Jeho dvojče Čo Čun-hjon patří podobně jako on mezi špičkové korejské judisty (je vlastníkem stříbrné medaile z letní univerziády).

## Kariéra
Čo stoupal korejskou judistickou hierarchií pomalu. V juniorském věku se mezinárodních soutěží neúčastnil. Uplatňovat se začal až v seniorském věku.
V roce 2010 vyhrál svůj první světový pohár v Římě.
Od sezóny 2011 byl stabilním členem korejské reprezentace. V srpnu se účastnil mistrovství světa v Paříži, kde v semifinále podlehl Japonci Ebinumu. V boji o třetí místo porazil Kerimova z Ázerbájdžánu a vybojoval bronzovou medaili.
Na olympijské hry v Londýně 2012 se nominoval přímo z ranking listu podobně jako jeho týmový kolega Čchö Min-ho, olympijský vítěz z Pekingu 2008. Korejská asociace dala přednost mládí a nominovala Čoa. Čo vstupoval do olympijského turnaje po náročné přípravě s několika šrámy na těle. Své první duely vyhrál pasivitou soupeře nebo v prodloužení. Jak se později ukázalo, jeho čistě defenzivní způsob boje byl zapříčiněn snahou šetřit pochroumané pravé zápěstí. O jak vážné zranění šlo, ukázalo až poturnajové talkshow v korejské televizi. Ve čtvrtfinále narazil na Japonce Ebinumu a jejich zápas vstoupil do dějin. Samotný zápas nebyl ničím výjimečný. Japonci tradice velela vyhrát na ippon a Korejec odrážel útoky čekaje na kontr. Laickému divákovi je samozřejmě sympatičtější judista hýřící aktivitou a během inkriminovaného zápasu publikum stálo na straně Japonce. Čo v zápase odrážel jeden útok za druhým a na jeho konto se musí poznamenat, že úspěšně. Zápas dospěl do situace, kdy mají vše v moci rozhodčí. Ti se k udivení obecenstva i samotného Ebinumi přiklonili na stranu Korejce Čoa. Snad ocenili jeho defenzivní vedení boje. Jejich rozhodnutí jsou často rozporuplná s tím, co vidí člověk v televizi (v hledišti). Tehdy poprvé a od sezóny 2013 asi naposledy (Jusei-gači bylo zrušeno) se stalo, že verdikt rozhodčích byl změněn. Radící se jury (komise) si zavolala prvního rozhodčího zápasu a donutila ho a jeho kolegy změnit rozhodnutí ve prospěch Japonce Ebinumi. Zápas tedy vyhrál Ebinumu a Čoovi se při cestě do šatny draly slzy do očí. Malou útěchou mu mohlo být, že postoupil alespoň do oprav. V opravách si vedl úspěšně a v boji o třetí místo porazil Španěla Uriarteho.